# Sesgo de reloj
Sesgo de reloj hace referencia a la desviación (sesgo) producida en dispositivos de medida del tiempo. Este concepto se usa en electrónica y en consecuencia, también en computadoras.

## En circuitos integrados
En circuitos síncronos (como por ejemplo, en muchos secuenciales), se usa una señal de reloj que llega a todos los componentes. El sesgo en la señal de reloj se produce cuando esta señal no llega a todos a la vez, esto puede suceder por dos motivos:
- el material de los conductores no es el ideal, y hace que la señal circule más rápido o despacio de lo esperado;
- la distancia desde el reloj hasta cada componente no es la misma, y la señal tarda más en recorrer caminos más largos.

Esto puede causar problemas en el circuito, ya que algunos componentes, como los biestables, necesitan tener los datos en la entrada justo en el momento en el que son activados por el reloj, y no antes ni después.

## En redes de computadoras
En una red, el sesgo de reloj se refiere a las diferencias en el tiempo (fecha y hora) mostrado en los relojes de las computadoras. Existen protocolos como NTP (Network Time Protocol) que permiten sincronizar los relojes y así reducir el sesgo. 